# Термы

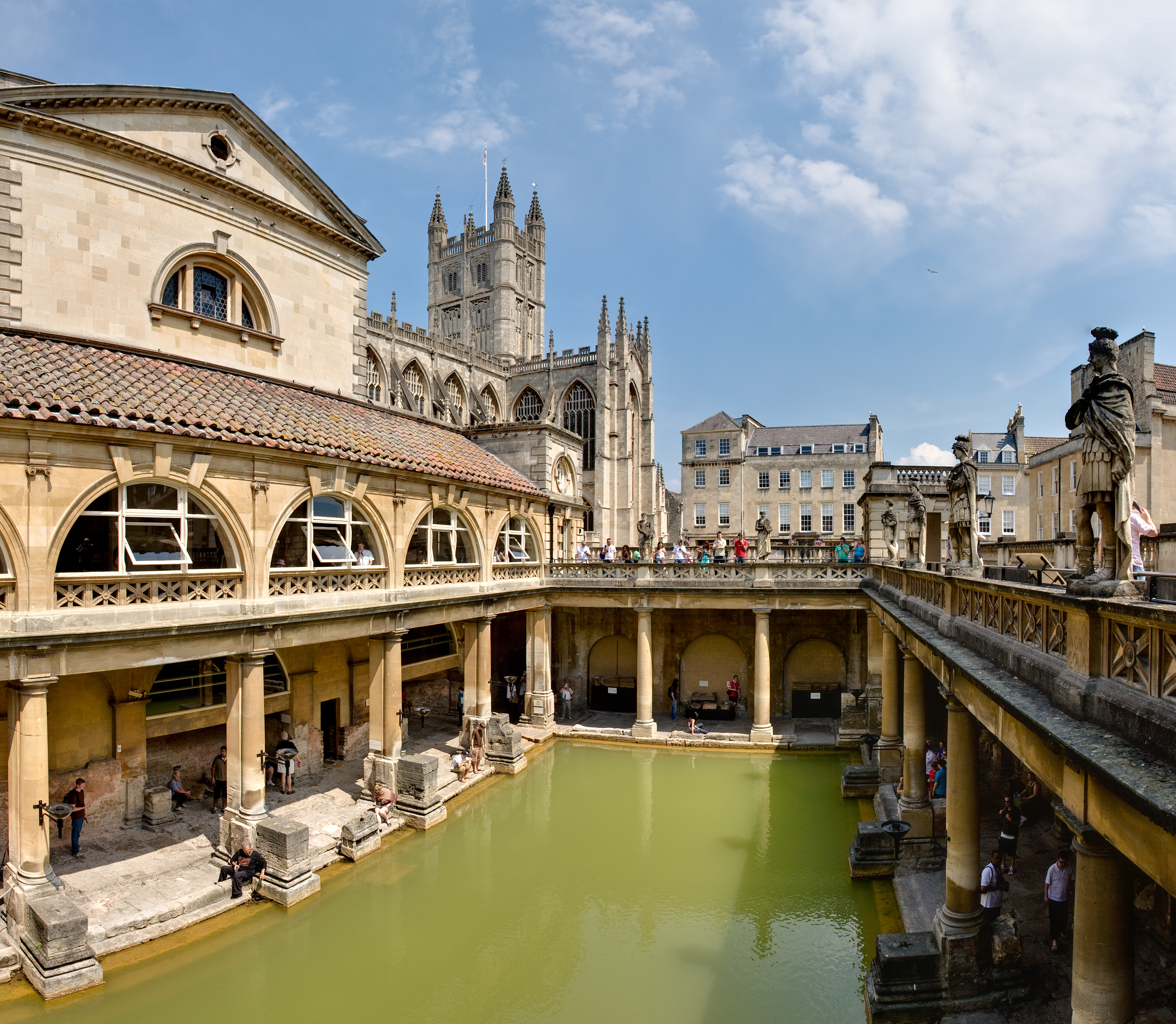
Провинциальные термы в курортном Бате, Англия.

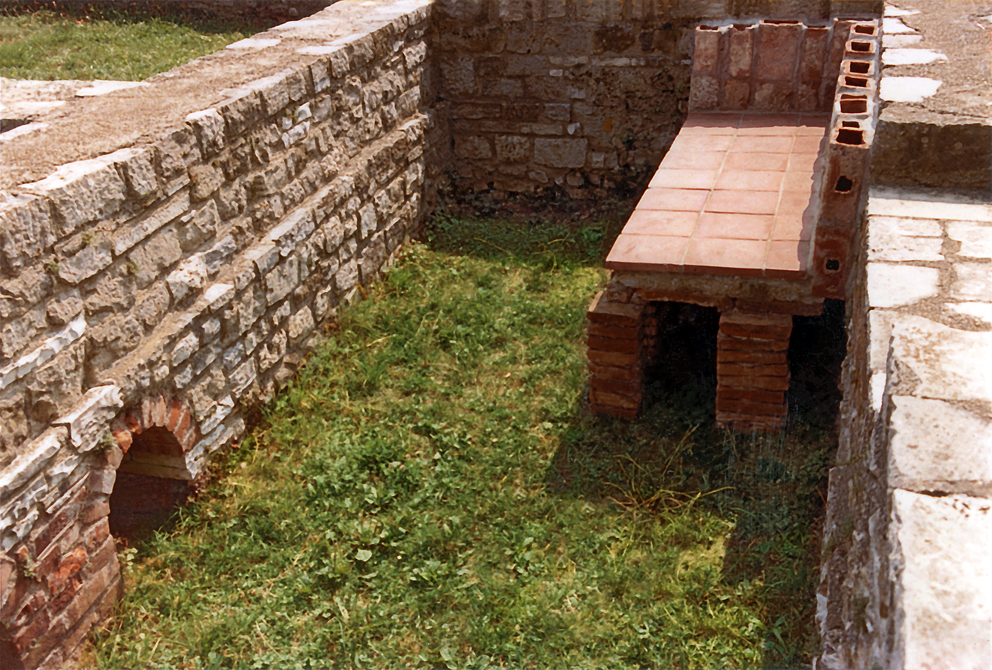
Отопительная система — гипокауст

Те́рмы (лат. thermae от греч. θερμός «теплый, жаркий, горячий») — античные бани в классической Греции — при больших домах и гимнасиях; в период эллинизма ими пользовалось всё население города. В Древнем Риме термы возникли по греческому образцу и стали центрами общественной жизни.

## Древнеримские термы

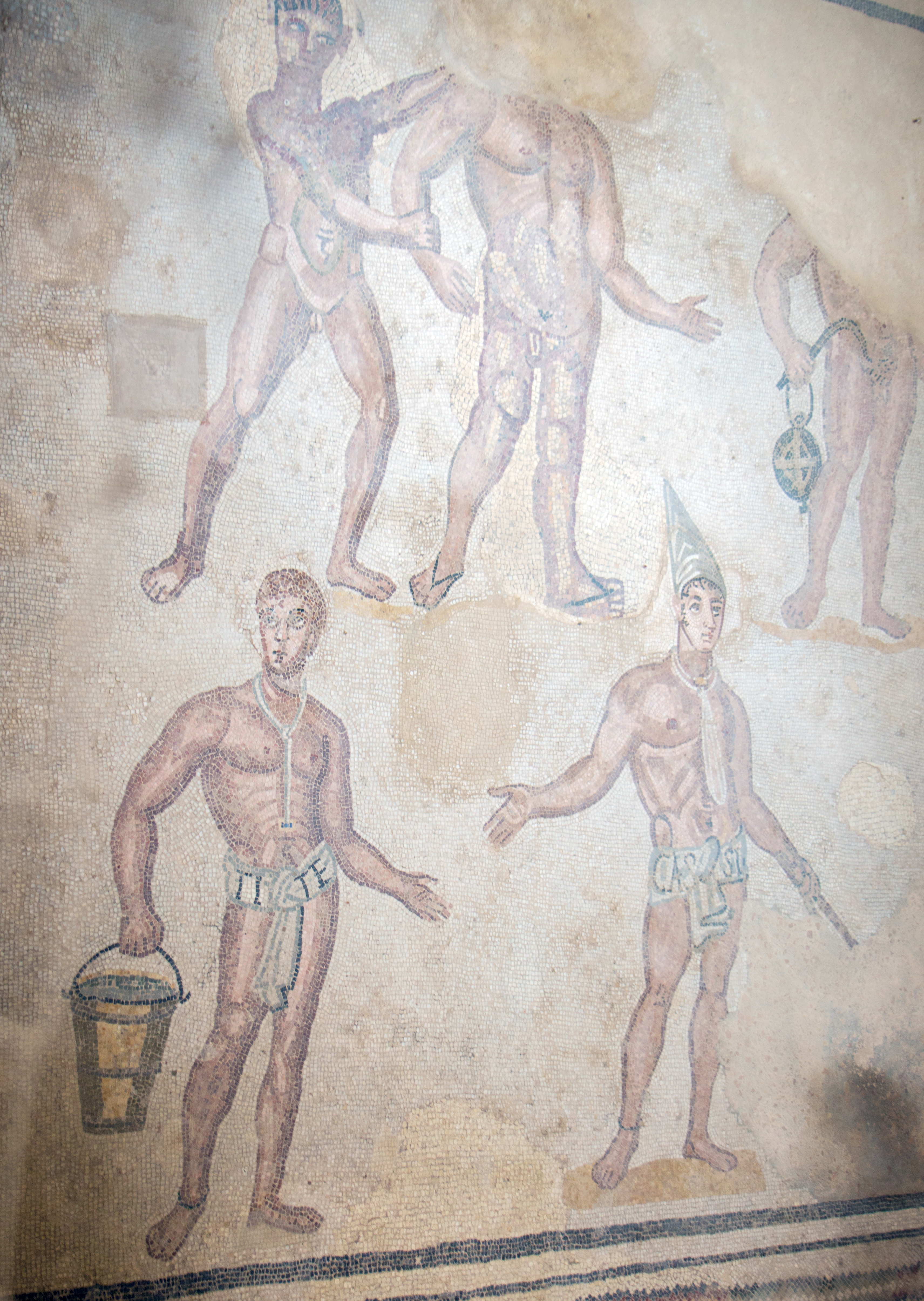
Бальнеаторы. Римская мозаика из Вилла дель-Касале близ Пьяцца-Армерина (Сицилия). IV в. н. э.

Первые термы в Риме построил Агриппа (25—19 годы до н. э.), завещавший их в бесплатное пользование римскому населению. Рядом с ними на Марсовом поле построил свои термы Нерон (впоследствии они были отремонтированы Александром Севером, почему иногда и называются Александровыми). Недалеко от Неронова Золотого дома находятся термы Тита; к северо-востоку от них, почти рядом, были термы Траяна (104—109), где в царствование этого императора мылись женщины. Позднее воздвигнуты были термы Каракаллы, официально именуемые Антониновыми; они находились около Аппиевой дороги, за Капенскими воротами, между Авентином и Целием. Между Квириналом и Виминалом лежали термы Диоклетиана (298—306), занимавшие 13 га. Фригидарий  терм Диоклетиана Микеланджело превратил в церковь Санта-Мария-дельи-Анджели-э-дей-Мартири, существующую и поныне. Здесь же располагается Национальный музей Рима. Термы строились и на территории римских провинций, например императорские термы в Трире.
Внутри императорские термы были выполнены из мрамора, украшены мозаикой, скульптурами и мраморными колоннами, окна и двери были из бронзы. В термах находились следующие помещения: одежду оставляли в раздевалке (apodyterium), затем посетитель мог заняться спортом или смазать тело маслами. Банная «программа» начиналась с купания в холодной воде во frigidarium, затем в чуть теплой воде в tepidarium, и потом в caldarium, в горячей водой.

### Система отопления в термах

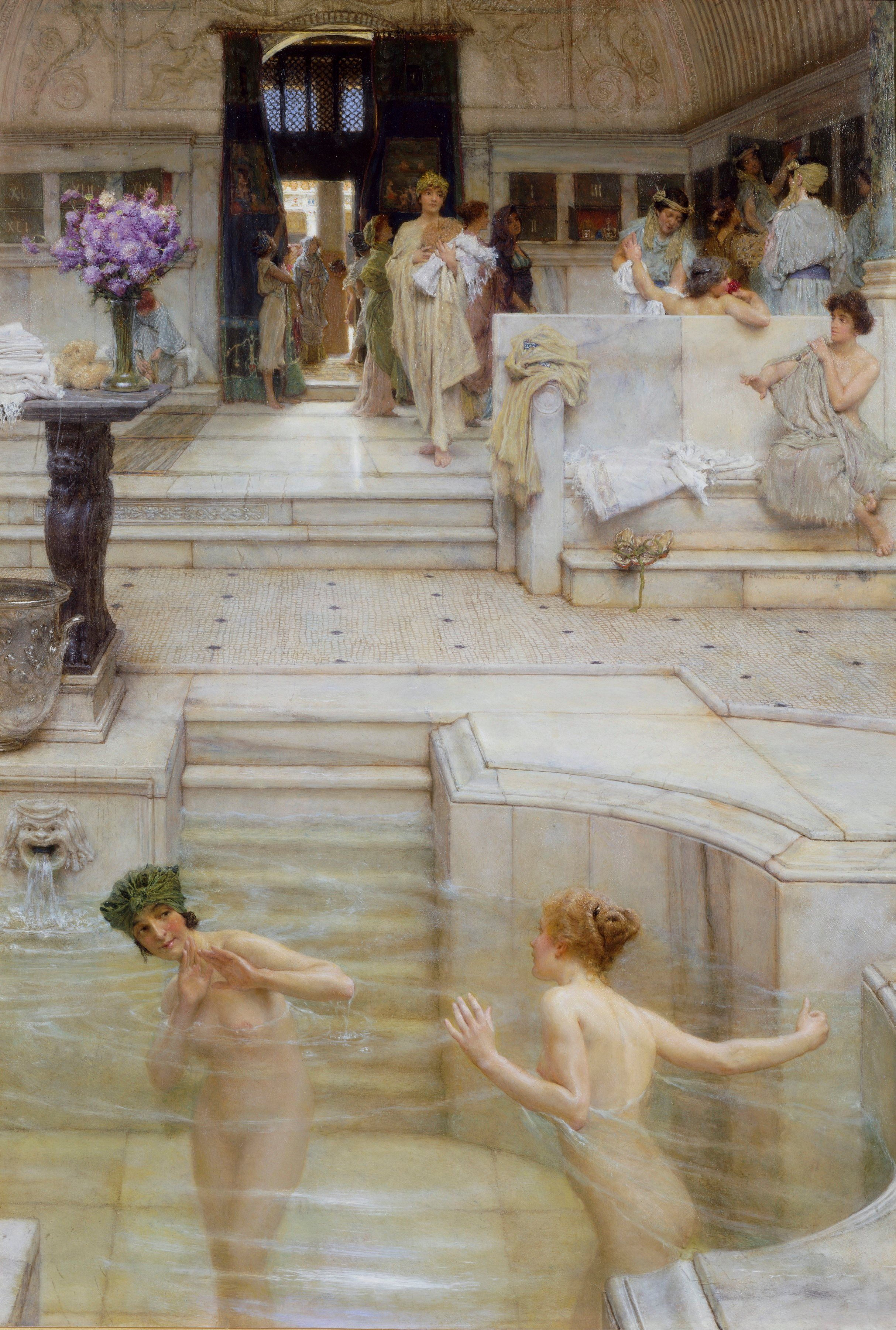
Римская баня на полотне Лоуренса Альма-Тадема. Галерея Тейт, Лондон.

Римские архитекторы разработали эффективную систему центрального отопления с подогревом пола и стен — гипокауст (hypocaustum). В термах с помощью печи (praefurnium) нагревались вода и воздух, которые затем циркулировали под полом и в полостях стен. При этом использовались двойные покрытия, чтобы пол не был очень горячим. Верхнее покрытие состояло из больших кирпичей, слоя битой глины и основного покрытия. Все это держалось на небольших кирпичных опорах (pilae), которые сразу размещали в шахматном порядке. В стены были встроены прямоугольные кирпичи, внутри полые (tubuli), которые крепились металлическими скобами. Внутри стены терм были украшены мрамором или оштукатурены.
термины:
- Палестра — место для физических упражнений
- Аподитерий — комната для раздевания в римских банях, предбанник
- Тепидарий — теплое помещение
- Кальдарий — самое горячее помещение
  - Гипокауст — отопительная система, которая находилась под кальдарием
  - Лаконик (судаториум, гипокауст) — помещение, где прогревались сухим воздухом, с большим, но не глубоким  бассейном для омовения
    - Лабрум — бассейн в лаконике

  - Пропнигий — парильня
- Фригидарий — прохладная комната с бассейнами
- Айлептерий — специальное помещение, где производились массаж и умащивание тела маслами.
- Бальнеатор — раб-банщик.

### Список древнеримских терм
Древнеримские термы строились по всей территории Римской империи, но до наших дней сохранились, как правило, только в виде руин. Лучше всего сохранились термы Каракаллы, которые уже в V веке н. э. считались одним из чудес Рима.
| Название термы                             | Местоположение                      | Время постройки        | Страна (современный статус) | Описание | Изображение |
| ------------------------------------------ | ----------------------------------- | ---------------------- | --------------------------- | --- | ----------- |
| Термы Агриппы лат. Thermae Agrippae        | Рим 41°53′48″ с. ш. 12°28′37″ в. д. | I век до н. э.         | Италия                      | Первые великие термы, построенные в Риме. Названы в честь построившего их Марка Випсания Агриппы — зятя и наследника Октавиана Августа. Агриппа завещал термы в бесплатное пользование римскому населению в год своей смерти — 12 год до н. э.                                                         |             |
| Термы Тита лат. Thermae Titus              | Рим 41°53′33″ с. ш. 12°29′38″ в. д. | I век (81 год)         | Италия                      | Построены императором Титом. |             |
| Термы Траяна лат. Thermae Traianus         | Рим 41°53′30″ с. ш. 12°29′46″ в. д. | II век (104—109 годы)  | Италия                      | Построены императором Траяном. |             |
| Термы Каракаллы лат. Thermae Antoninianae  | Рим 41°52′46″ с. ш. 12°29′35″ в. д. | III век (212—217 годы) | Италия                      | Термы императора Каракаллы в Риме, официально именуемые Антониновыми. Находились у Аппиевой дороги, за Капенскими воротами, между Авентином и Целием. В V веке н. э. Термы Каракаллы считались одним из чудес Рима.                                                                                    |             |
| Термы Диоклетиана лат. Thermae Diocletiani | Рим                                 | IV век (298—306 годы)  | Италия                      | В 305 году освящены в честь Диоклетиана. Бани площадью более 13 га. построены по плану сходному с термами Каракаллы и Траяна. Сооружения вмещали до 3 тысяч человек, сады были украшены фонтанами и павильонами, на территории также находились библиотека, залы для собраний и спортивных упражнений. |             |
| Термы Константина                          | Рим                                 |                        | Италия                      | |             |
| Термы Антония лат. Thermae Antonius        | Карфаген                            | II век (162 год)       | Тунис                       | |             |
| Термы циклопов                             | Дугга                               | III век                | Тунис                       | |             |
| Термы Aïn Doura                            | Дугга                               | II—III век             | Тунис                       | |             |
| Термы Лициния                              | Дугга                               | III век                | Тунис                       | В честь второго консула Рима Лициния (лат. Publius Licinius Egnatius Gallienus). |             |

## Предшественники терм
В своём труде "10 книг об Архитектуре" Марк Витрувий Поллион упоминает специальные пещеры вырытые для парилень и потенья (16-13 гг до н.э.):
"В Байских отрогах Кумских гор (в окрестностях горы Везувия) существуют пещеры, вырытые для парилень, где зарождающийся из недр раскаленный жар силою огня пробивает землю и, просачиваясь через нее, выходит наружу в этих пещерах, создавая чрезвычайно благоприятные условия для потенья. Точно так же рассказывают, что в древности огонь возникал в изобилии из-под горы Везувия и извергал пламя на окрестные поля." (Книга II, глава VI, п2)